# Madara Čodere
Madara Čodere (* 23. Mai 1988) ist eine lettische Hobbyskispringerin.

## Werdegang
Madara Čodere, die nicht bei der FIS eingetragen ist, gewann am 7. Oktober 2023 die lettischen Meisterschaften im Skispringen 2023 von einer K 10 Schanze in Tallinn mit einer Weite von 5,5 Metern, in Abwesenheit der lettischen Nachwuchsspringerinnen, inklusive der momentan erfolgreichsten lettischen Skispringerin Aelita Krasiļščikova, die zeitgleich an einem New Star Trophy Wettkampf in Râșnov teilnahm. Am Start waren neben Čodere noch Madara Dumpe (2.) und Andra Lubane (3.). Über ihre weiteren sportlichen Aktivitäten ist nichts bekannt.